# Thérapie d'inversion des habitudes
La thérapie d'inversion des habitudes (TIH) est un « ensemble de traitements comportementaux multicomposants initialement développé pour traiter une grande variété de troubles du comportement répétitif ».
Les troubles du comportement traités avec l'ERH comprennent les tics, la trichotillomanie, l'habitude de se ronger les ongles, le sucer son pouce, la dermatillomanie (grattage de la peau), le syndrome algodysfonctionnel de l'appareil manducateur (SADAM), la morsure des lèvres ou des joues et le bégaiement,,. Il se compose de cinq éléments : la formation à la sensibilisation, la formation à la réponse concurrente, la gestion des contingences, la formation à la relaxation et la formation à la généralisation.
La recherche sur l'efficacité de l'ERH pour les troubles du comportement produit des tailles d'effet importantes et cohérentes (environ 0,80 pour l'ensemble des troubles). Elle répond à la norme d'un traitement bien établi pour le bégaiement, le fait de sucer son pouce, de se ronger les ongles et les troubles du SADAM. Selon une méta-analyse de 2012, le Découplage pour les comportements répétitifs centrés sur le corps, une variante d'auto-assistance de l'ERH, montre également son efficacité.

## Pour les troubles liés aux tics
Dans le cas d'un tic, ces composantes visent à accroître la conscience du tic, à développer une réponse concurrente au tic et à renforcer la motivation et l'observance du traitement. L'ERH se fonde sur la présence d'une envie prémonitoire, ou d'une sensation survenant avant un tic. L'ERH implique de remplacer un tic par une réponse concurrente — un mouvement ou un son plus confortable ou acceptable — lorsqu'un patient ressent une envie prémonitoire qui se développe.
Des essais contrôlés démontrent que l'ERH est un traitement acceptable, tolérable, efficace et durable pour les tics. L'ERH réduit la gravité des tics vocaux et entraîne une amélioration durable des tics par rapport à la thérapie de soutien. Il est démontré que l'ERH est plus efficace que la thérapie de soutien et, dans certaines études, que les médicaments. L'ERH n'est pas encore prouvée ou largement acceptée, mais des essais à grande échelle sont en cours et devraient fournir de meilleures informations sur son efficacité dans le traitement du syndrome de Gilles de la Tourette. Les études menées jusqu'en 2006 sont « caractérisées par un certain nombre de limites de conception, notamment des tailles d'échantillon relativement petites, une caractérisation limitée des participants à l'étude, des données limitées sur les enfants et les adolescents, un manque d'attention à l'évaluation de l'intégrité et de l'adhésion au traitement, et une attention limitée à l'identification des mécanismes cliniques et neurocognitifs potentiels et des prédicteurs de la réponse au traitement ». D'autres études contrôlées sur l'ERH sont nécessaires pour déterminer si l'ERH, les médicaments ou une combinaison des deux sont les plus efficaces, mais dans l'intervalle, « l'ERH, seule ou en association avec des médicaments, doit être considérée comme un traitement viable » pour les trouble de tics.

## Intervention comportementale globale pour les tics
L'intervention comportementale globale pour les tics (ICGT), basée sur l'ERH, est un traitement de première intention pour le syndrome de Gilles de la Tourette et les troubles liés aux tics,. Avec un niveau de confiance élevé, il est démontré que l'ICGT est plus susceptible d'entraîner une réduction des tics que d'autres thérapies de soutien ou la psychoéducation. Certaines limites sont les suivantes : les enfants de moins de 10 ans peuvent ne pas comprendre le traitement, les personnes atteintes de tics sévères ou de TDAH peuvent ne pas être en mesure de supprimer leurs tics ou de maintenir la concentration nécessaire pour bénéficier des traitements comportementaux, il y a un manque de thérapeutes formés aux interventions comportementales, il peut être difficile de trouver des praticiens en dehors des cliniques spécialisées et les coûts peuvent limiter l'accessibilité. La question de savoir si une sensibilisation accrue aux tics grâce à l'ERH/ICGT (par opposition au fait de détourner l'attention de ceux-ci) entraîne une augmentation supplémentaire des tics plus tard dans la vie fait l'objet de discussions entre les experts du SGT.